# Apionsoma reconditum
Apionsoma reconditum är en stjärnmaskart som först beskrevs av Sluiter 1900.  Apionsoma reconditum ingår i släktet Apionsoma och familjen Phascolosomatidae. Inga underarter finns listade i Catalogue of Life.